# Zuidwesthoekpolder
De Zuidwesthoekpolder is een polder ten zuiden van Breskens, behorende tot de Baarzandepolders.
De polder was een herdijking, uitgevoerd in 1610, van een bij de inundatie van 1583 verloren gegane polder. Deze is 39 ha groot.
Aan de rand van de polder liggen de buurtschappen Boerenhol en Kruisdijk. In het oosten wordt de polder begrensd door de Nieuwlandse Kreek. Voorts wordt de polder begrensd door de Provincialeweg en de Kruisdijkweg.